# گروه بین‌المللی حقوق اقلیت‌ها
گروه بین‌المللی حقوق اقلیت‌ها (به انگلیسی: Minority Rights Group International-MRG) یک سازمان بین‌المللی حقوق بشر با هدف حفظ حقوق اقلیت‌های قومی، ملی، مذهبی، زبانی و مردم بومی در سراسر جهان تأسیس شده‌است. دفتر مرکزی این سازمان مردم‌نهاد در دهه ۱۹۶۰ در لندن بنیان‌گذاری شده‌است؛ ولی دفاتری به نمایندگی از شرکت در بوداپست و کامپالا فعال می‌باشد. این گروه دارای شورای حاکم بین‌المللی است که هر دو سال یکبار انتخاب می‌شود. همچنین دارای مقام مشورتی با شورای اقتصادی و اجتماعی سازمان ملل متحد و عضو ناظر کمیسیون حقوق بشر و مردمی آفریقا می‌باشد.
این سازمان در دهه ۱۹۶۰ توسط گروهی از فعالان و دانشگاهیان که احساس نگرانی ویژه‌ای نسبت به حقوق اقلیت‌ها برای حفظ و توسعه یکپارچگی فرهنگی خود داشتند که در بسیاری از کشورها نقض می‌شد، برای پشتیبانی از حقوق اقلیت‌ها راه اندازی شد. با مطالعه عینی و سازگار قرار دادن نوعی نقض حقوق اساسی به عنوان منشور سازمان ملل متحد تعریف شده‌است.

## مقالات مرتبط با ایران
- Iran
- Arabs
- Azeris
- Kurds
- Bahá’ís
- Christians
- https://minorityrights.org/wp-content/uploads/old-site-downloads/download-1086-Seeking-justice-and-an-end-to-neglect-Irans-minorities-today-Farsi-version.pdf
- http://cshr.org.uk/wp-content/uploads/2018/07/MRG_CFRep_FAR_Iran_Apr18.pdf